# Le meilleur reste à venir
Pour plus de détails, voir Fiche technique et Distribution.
Le meilleur reste à venir est une comédie dramatique française écrite et réalisée par Matthieu Delaporte et Alexandre de La Patellière, sortie en 2019.

## Synopsis
Arthur Dreyfus (Fabrice Luchini) et César Montesiho (Patrick Bruel) sont deux amis d'enfance, très liés malgré des personnalités très différentes. L'un est plutôt bon élève, casanier et heureux en ménage, malgré un divorce. L'autre mène une vie décousue mais reste positif. À la suite d'un accident, César, qui ne possède pas de couverture sociale, utilise celle d'Arthur. Celui-ci découvre, en lisant les résultats, que son ami n'a plus que quelques mois à vivre. Il se prépare à lui annoncer mais César reste persuadé que c'est Arthur qui est malade. Malgré de grands ennuis financiers, César va alors entraîner son ami dans de folles aventures afin de profiter du reste de sa vie.

## Fiche technique
- Réalisation : Matthieu Delaporte et Alexandre de La Patellière
- Scénario : Matthieu Delaporte et Alexandre de La Patellière
- Producteur délégué : Dimitri Rassam
- Directeur de la photographie : Guillaume Schiffman
- Montage : Célia Lafitedupont
- Décors : Marie Cheminal
- Directeur de production : Patrice Arrat
- 1ers assistants réalisateurs : Joseph Rapp et Dylan Talleux
- Costumes : Anne Schotte
- Attaché de presse : Dominique Segall
- Musique : Jérôme Rebotier
- Sociétés de production : Chapter 2
- Coproductions : Fargo Films - M6 Films - Pathé
- SOFICA : Cofimage 30 - Cofinova 15 - LBPI 12
- Société de distribution (France et international) : Pathé
- Supervision musicale : My Melody
- Budget : 13,3 millions d'euros
- Pays d'origine :  France
- Langue originale : français
- Format : couleur
- Genre : comédie dramatique
- Durée : 117 minutes
- Date de sortie : 
  - France : 4 décembre 2019

## Distribution
- Fabrice Luchini : Arthur Dreyfus, enseignant-chercheur à l'institut Pasteur
- Patrick Bruel : César Montesiho, meilleur ami d'Arthur
- Zineb Triki : Randa Ameziane
- Pascale Arbillot : Virginie, l'ex-épouse d'Arthur
- Jean-Marie Winling : Bernard Montesiho, père de César
- André Marcon : Le prêtre auquel César demande des conseils pour prier pour Arthur
- Thierry Godard : Dr Cerceau
- Martina Garcia : Lucia
- Philippe Résimont : Codaven, le directeur du laboratoire de recherche où travaille Arthur
- Marie-Julie Baup : La femme avec la cigarette
- Lilou Fogli : L'employée au guichet des urgences
- Marie Narbonne : Julie, fille d'Arthur et de Virginie
- Sébastien Pierre : Me Lansky
- Rajat Kapoor : Dr Aman Kapoor, cancérologue indien réputé

## Accueil

### Accueil critique
Le site Allociné propose une moyenne de 2,9/5 à partir de 24 critiques de presse et une moyenne de 3,7/5 de la part du public.

### Box-office
| Pays ou région | Box-office      | Date d'arrêt du box-office | Nombre de semaines |
| -------------- | --------------- | -------------------------- | ------------------ |
| France         | 927 601 entrées | 28 janvier 2020            | 8                  |
| Total mondial  | 7 123 834 $     | -                          | -                  |